# Antonín Ambrož
Antonín Ambrož (ook: Anton Ambrož, Antal Ambrož en Anton Ambrosch) (Humpolec, 7 april 1839 – Krakau, 27 maart 1886) was een Boheems componist, militaire kapelmeester en trombonist.

## Levensloop
Ambrož studeerde van 1852 tot 1858 muziek met de hoofdvakken compositie, orkestdirectie en trombone aan het Státní konservatori hudby v Praze in Praag. Hij trad op 7 juni 1859 als kapelmeester in de militaire kapel van het 29. Feldjäger-Bataillon in. Voor dit regiment componeerde hij ook een eigen regimentsmars. Als dirigent verbleef hij tot 31 december 1867 bij dit regiment. Op 1 februari 1861 is hij medeoprichter en werd lid van de Militärkapellmeister-Pensionsverein. Bij de documentatie van zijn lidmaatschap werd ook zijn oorspronkelijke naam Ambrož ingedragen. Bij de publicaties van componeerde werken werd de Duitse versie van de naam Ambrosch altijd gebruikt.
Eveneens in 1861 huwde hij met Genoveva Ludwik. Samen hadden zij vier kinderen, van wie een kind op 5-jarige leeftijd overleed. 
Op 1 januari 1868 werd hij kapelmeester bij de militaire kapel van het 5e artillerie-regiment. Maar op 1 maart van hetzelfde jaar werden alle muziekkapellen van de artillerie opgelost. Op 1 augustus 1868 is hij opnieuw kapelmeester van de militaire kapel van het 57e infanterie-regiment. Met dit orkest werd hij in vele steden van het keizerrijk gestationeerd, onder andere in Pest, Wenen, Kaiser-Ebersdorf bij Wenen, Olomouc (toen Ölmütz), Opava (toen Troppau) en Krakau, waar hij tot zijn overlijden op 27 maart 1886 verbleef. Tijdens zijn dirigentschap bij het 57e infanterieregiment zijn ook de meeste van zijn composities ontstaan. Bijvoorbeeld is de Perpic-Marsch benoemd naar de commandant van het regiment (1882-1884) de overste Johann Perpic en ook na de opvolger van Perpic van 1884-1889 de overste Johann Arthold heeft hij een mars benoemd. Het bekendste werk is ongetwijfeld de Parade-Defilier-Marsch.

## Composities

### Werken voor harmonieorkest
- 3er Defilier-Marsch
- 29. Feldjäger-Bataillon-Marsch
- 37er Regimentsmarsch (ook bekend als: Inspizierungs-Marsch - gecomponeerd ter gelegenheid van de inspectie van het Infanterie-Regiment nr. 37 door Aartshertog Jozef Karel Lodewijk van Oostenrijk
- 83er Defilier-Marsch
- Aartshertog Karel Ferdinand-Marsch
- Arthold Marsch
- Berossini-Marsch
- Direktion gradaus!
- Erzherzog-Johann-Marsch
- Freudenfest-Marsch
- Groothertog Frederik Frans II van Mecklenburg-Schwerin-Marsch
- Hermannsthaler Marsch
- Jubiläums-Marsch
- Mutig voran
- Parade-Defilier-Marsch (Garnisons-Defilier-Marsch) (ook bekend als: 57er Defiliermarsch)
- Perpic-Marsch
- Soldatenfreund-Marsch (opgedragen aan: aartshertog Hendrik van Oostenrijk (1828-1891))
- St. Genois-Marsch
- Treurmars

### Werken voor piano
- Revanche-Ball, Polka française